# 阿默斯特堡基督堂
基督堂（英語：Christ Church）是位于加拿大安大略省阿默斯特堡的一座圣公宗教堂。该堂建于1818至1819年间，既服务于马尔登堡驻军，也承担当地社区的宗教职能。它是艾塞克斯县现存最古老的圣公宗教堂，1983年被安大略遗产信托基金会认证为具有历史意义的教堂。

## 位置和描述
基督堂坐落于安大略省阿默斯特堡拉姆齐街317号，紧邻市中心的南部边界。教堂位于国王海军船坞公园东南侧，距离底特律河约150（490英尺）。
这座单层教堂采用新古典主义风格，外墙以佛兰德式砌法铺设红砖，正立面及主体结构配有圆顶木制双开门与乔治式窗户。1875年增建的圣坛采用尖拱窗。教堂顶部为铜制尖顶，顶尖竖立十字架。建筑前廊建于1853年，檐口上方装有两座顶饰。场地内立有两块省政府安装的牌匾，一块记述教堂历史，另一块为威廉·考德威尔的生平简介。
教堂内部采用橡木长椅（包括考德威尔专属标记座椅），替代了早期的黑胡桃木座椅。长椅由中央走道分隔，另设唱诗班楼座与管风琴空间。开放式屋架天花板使用橡木栓与铁箍固定，其梁架结构“仿照北欧船体倒置形式建造”。

## 历史
基督堂的筹建始于1812年战争结束后，期间原有的印第安议会厅遭毁。曾统领巴特勒游骑兵队并效力于英国印第安事务部的效忠派人士威廉·考德威尔捐赠了11英畝（0.40公頃）土地及100堅尼资助建设，换得一张专属座席。上加拿大英国殖民政府提供额外资金，条件为允许附近的马尔登堡驻军使用该教堂。规划由随军牧师理查德·波拉德（Richard Pollard）主导，此堂系其为圣公会差会在艾塞克斯县督造的四座教堂之一；其余三座分别为桑威奇的圣约翰堂（1820年）、查塔姆的圣保罗堂（1820年）及科尔切斯特的基督堂（1821年）。
教堂建设始于1818年，次年竣工。皇家工兵部队参与了部分施工。1819年12月12日，波拉德与罗曼·罗尔夫（Romaine Rolph）牧师共同主持首次圣餐礼；罗尔夫任驻堂牧师至1836年。1833年，魁北克教区主教查尔斯·斯图尔特正式祝圣本堂。教堂启用初期除服务当地平民外，亦承担马尔登堡驻军礼拜需求。
19世纪末，原尖塔被八角形塔替换，此塔又于1935年更换为现在的方形基座尖塔。1875年增建6（20英尺）长圣坛以容纳唱诗班与管风琴；1953年再度扩建，为二战阵亡教友纪念区腾出空间。
1978年，阿默斯特堡镇通过第1511号地方法规将本堂列为保护建筑。1983年7月26日，安大略遗产信托基金会授予其省级遗产认证。据此认证，教堂外观及部分内部构件受保护地役权保护。2019年，教堂举办主显节庆典纪念建堂200周年。截至2025年，教堂由主任牧师莉萨·波尔特尼（Lisa Poultney）主持教务，每周举行两次礼拜。该教堂是艾塞克斯县现存最古老的圣公宗教堂。

### 引用
1. 1 2 3 4 5 6 7 8 9  Historic Places, Christ Church.
2. ↑  Google Maps, Christ Church.
3. 1 2 3  Perkins 1989，第42–43頁.
4. 1 2  Menard & Hall 2019.
5. ↑  Diocese of Huron, Christ Church.